# Семибугри
Семибугри (рос. Семибугры) — село у Камизяцькому районі Астраханської області Російської Федерації.
Населення становить 1778 осіб (2010). Входить до складу муніципального утворення Семибугоринська сільська рада.

## Історія
Населений пункт розташований на території українського етнічного та культурного краю Жовтий Клин. Від 1925 року належить до Камизяцького району.
Згідно із законом від 6 серпня 2004 року органом місцевого самоврядування є Семибугоринська сільська рада.

## Населення
| 2002 | 2010  |
| ---- | ----- |
| 1936 | ↘1778 |